# Orono (Minnesota)
Orono – miasto w Stanach Zjednoczonych, w stanie Minnesota, w hrabstwie Hennepin.